# Drottningholm
Drottningholm – rezydencja królewska na przedmieściach Sztokholmu w Szwecji, zlokalizowana na wyspie Lovön na jeziorze Mälaren, w gminie Ekerö. Znajduje się tu pałac w stylu renesansowym zbudowany w końcu XVII wieku, otoczony barokowym ogrodem. Zachował się tu także XVIII-wieczny budynek teatru, gdzie obecnie mieści się muzeum. W pałacu tym (a nie sztokholmskim Pałacu Królewskim) mieszka współczesna szwedzka rodzina królewska. Mimo to jednak znaczna jego część jest udostępniana zwiedzającym.
Rezydencja Drottningholm została w 1991 roku wpisana na listę światowego dziedzictwa UNESCO jako jeden z pierwszych obiektów w Szwecji.

## Historia
Tworzenie założenia pod nazwą Drottningholm (Wyspa Królowej)  obejmującego rezydencję i park zostało rozpoczęte w 1579 roku decyzją króla Jana III Wazy w hołdzie dla żony – królowej Katarzyny Jagiellonki. Oryginalny pałac spłonął w 1661 roku.
- 1662 – odbudowanie pałacu na zlecenie królowej Jadwigi Elenory przez szwedzkich architektów Nicodemusa Tessina starszego i jego syna Nicodemusa Tessina młodszego[4]
- 1764 – królowa Ludwika Ulryka, żona króla Adolfa Fryderyka, buduje teatr dworski
- 1769 – zbudowany zostaje pawilon chiński
- 1777 – na zlecenie Gustawa III zostaje przebudowany w stylu klasycystycznym pałacu i założenie ogrodu w stylu angielskim.

Dominującym elementem centralnej części pałacu jest monumentalna klatka schodowa prowadząca do komnat pałacowych ozdobionych posągami, stiukami i freskami.
Marmurowe lwy z lat 30. XVII wieku przy wejściu głównym do pałacu pochodzą z Zamku Ujazdowskiego w Warszawie.

Drottningholm
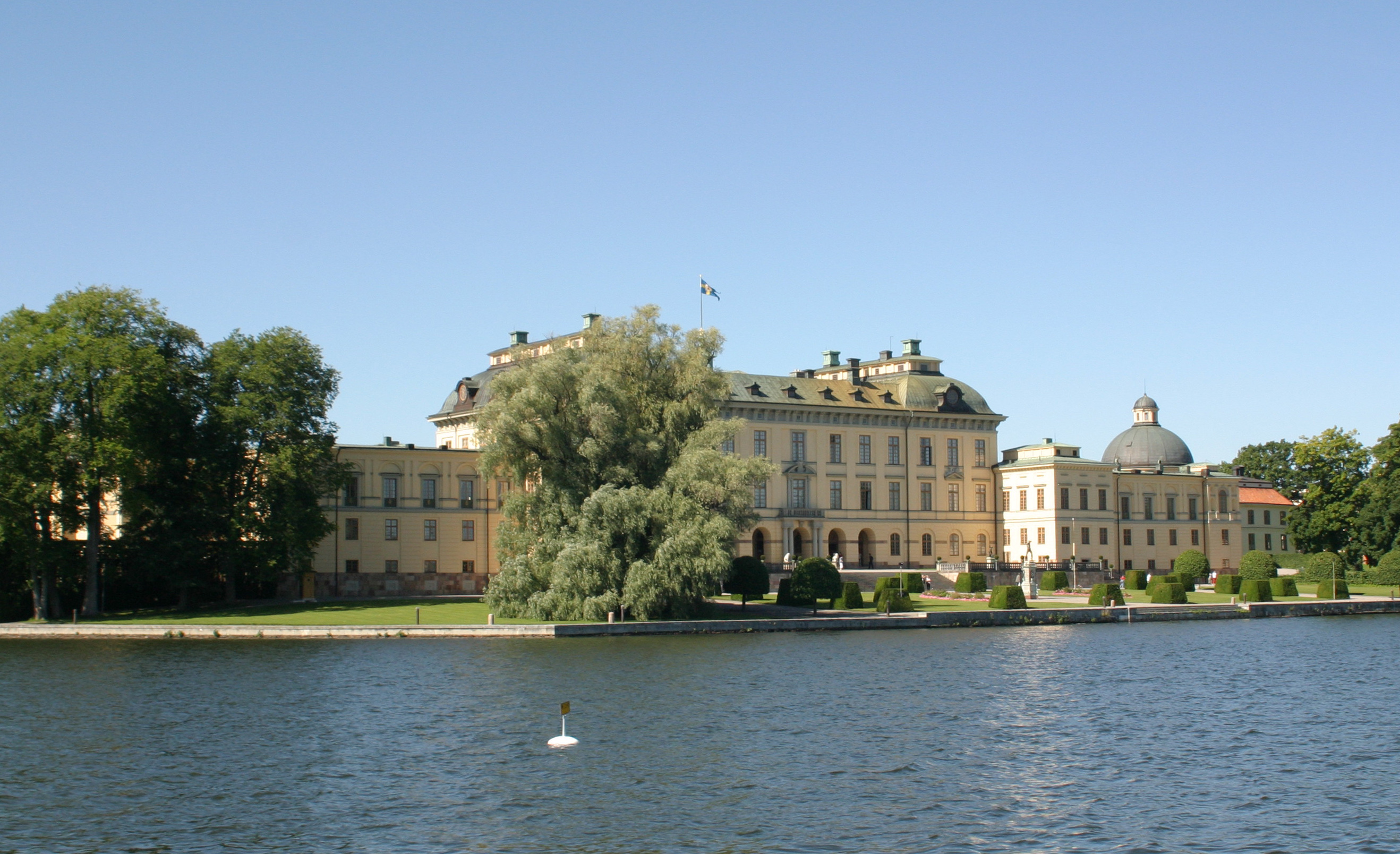
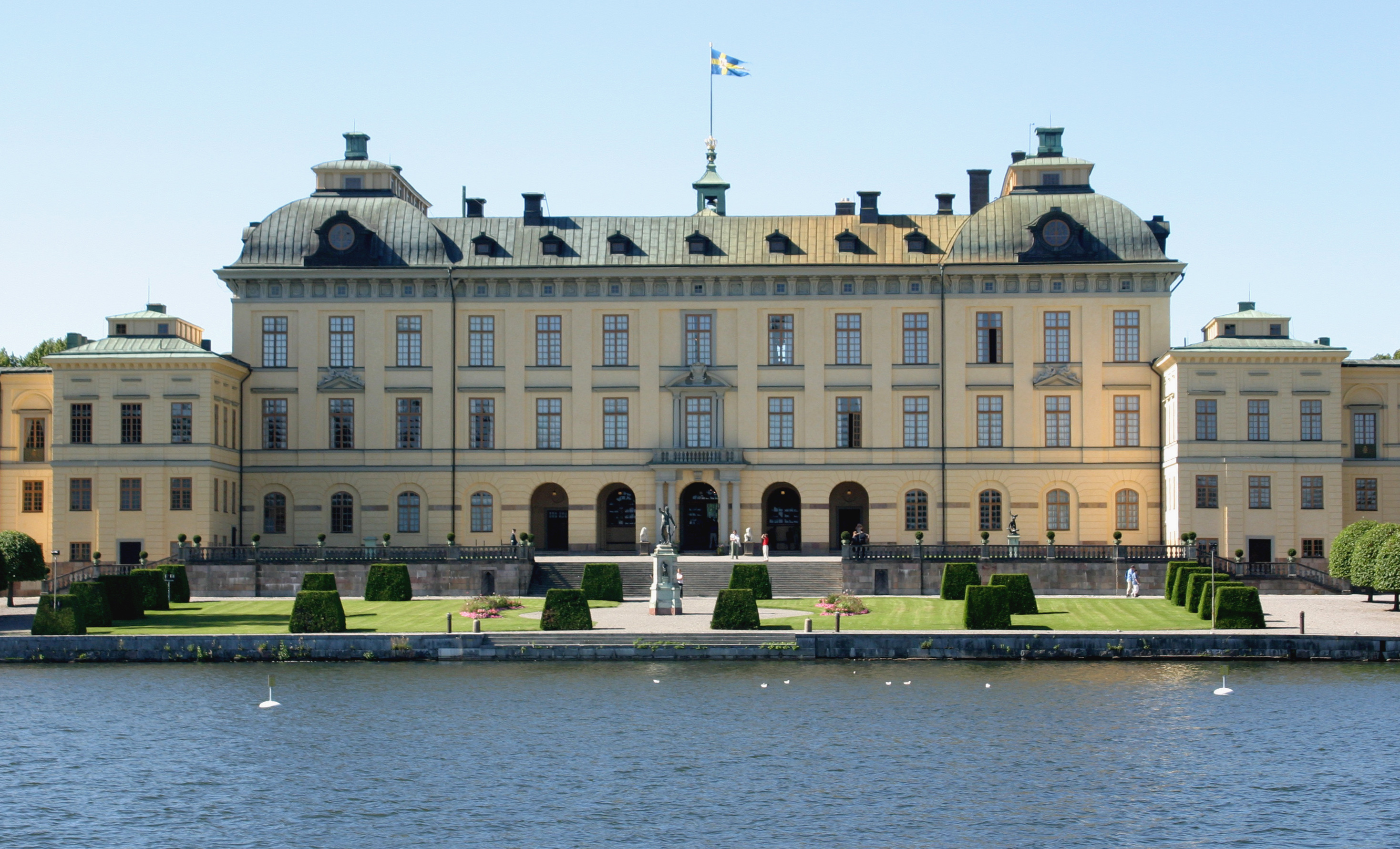
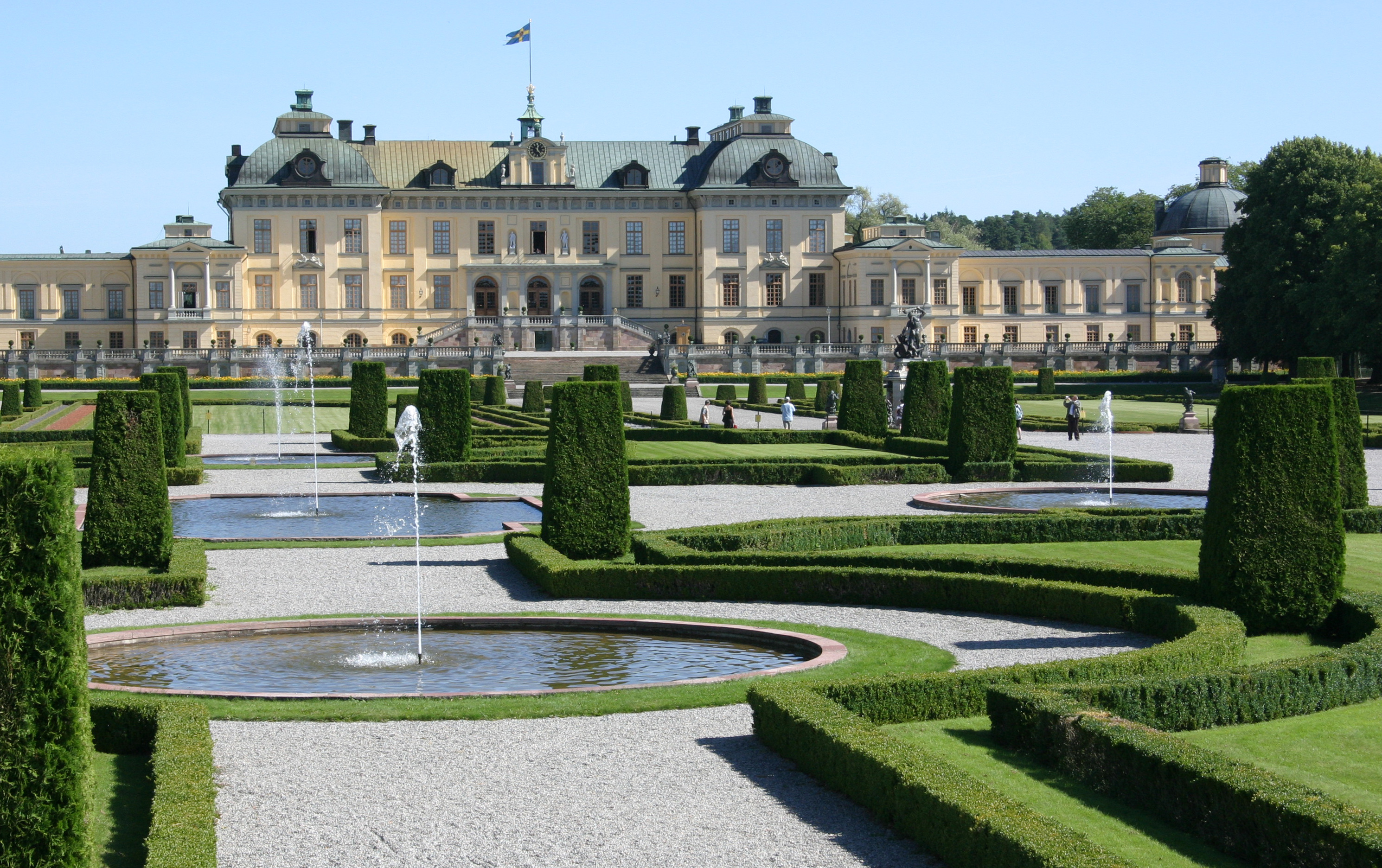
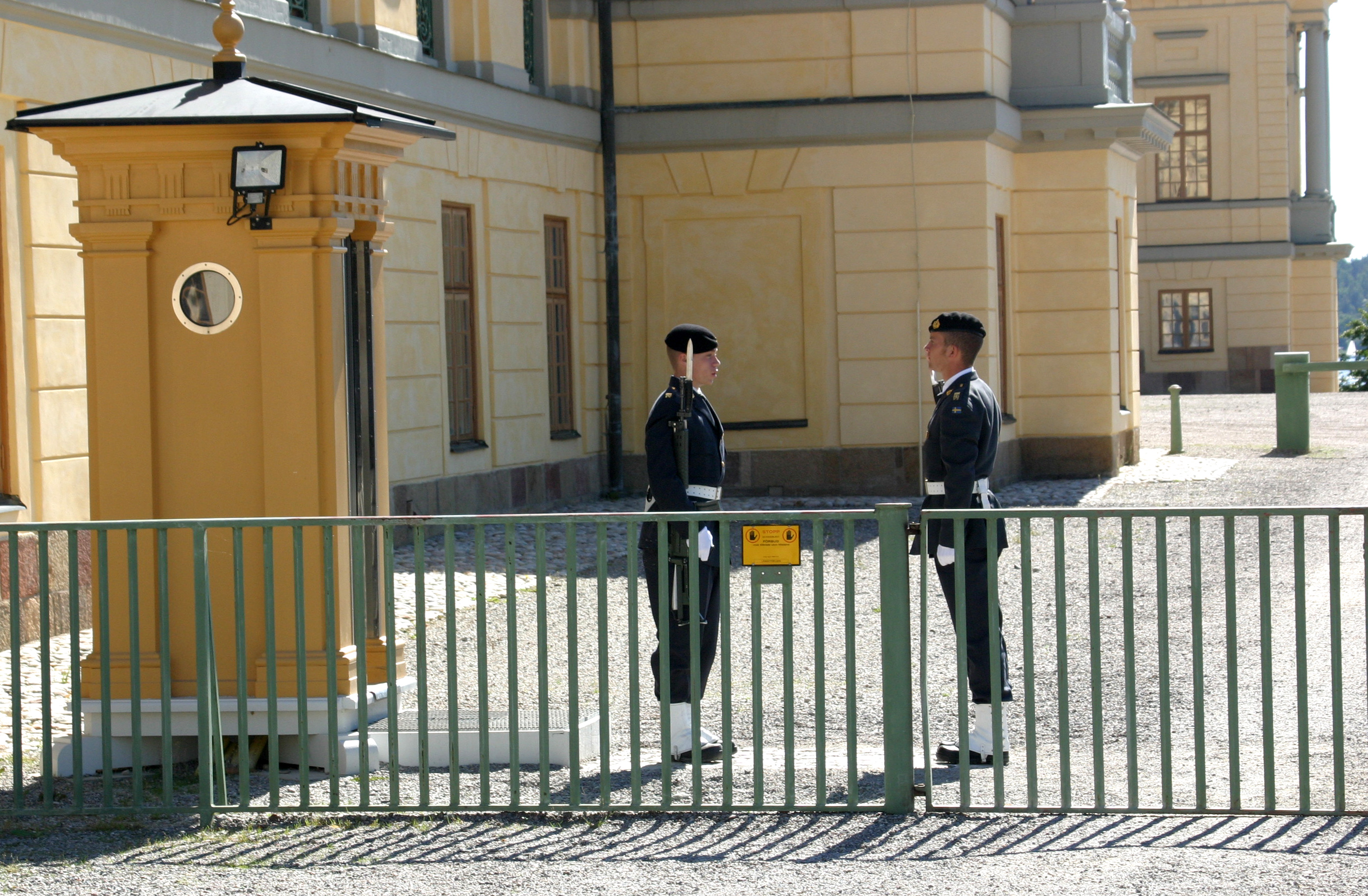
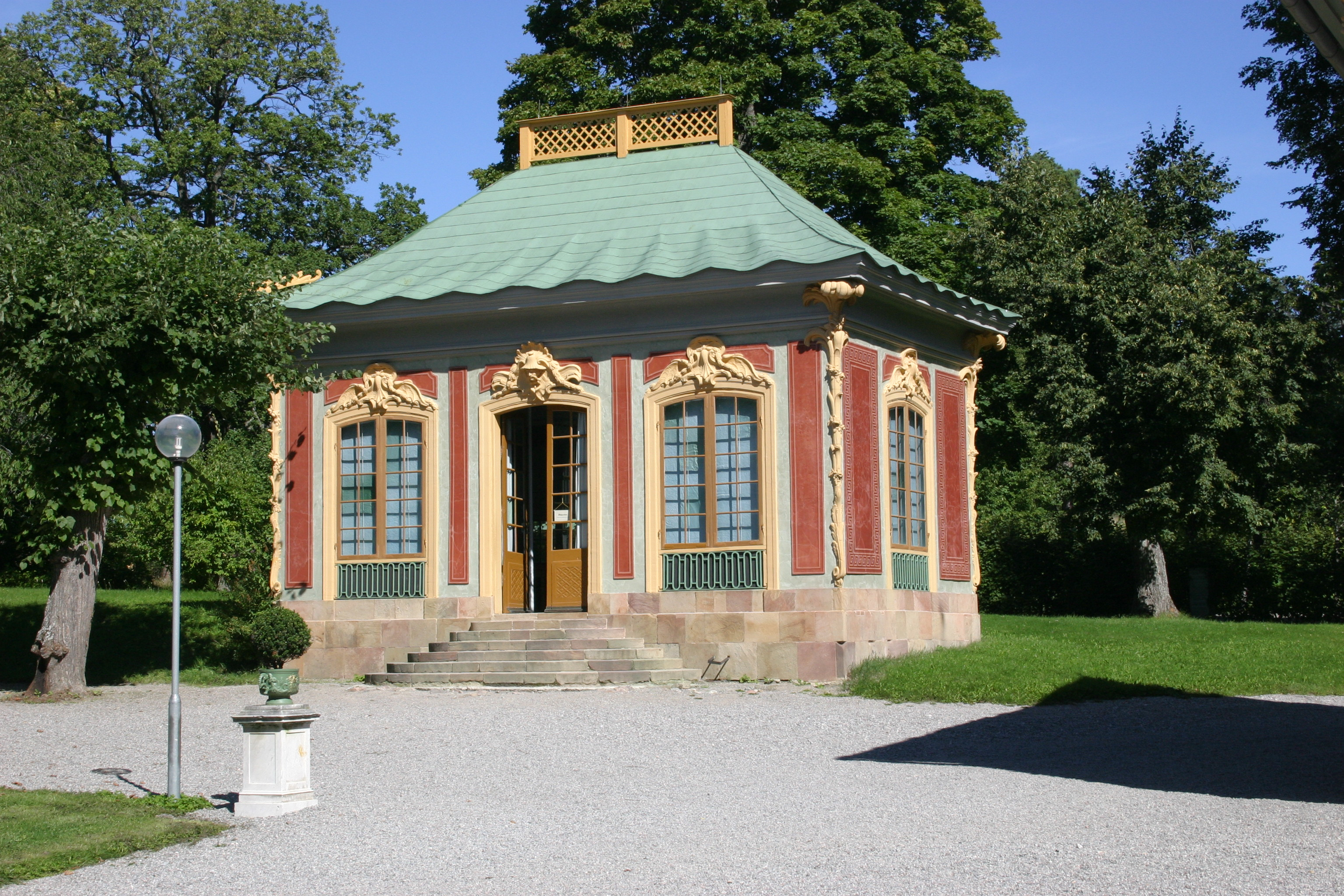
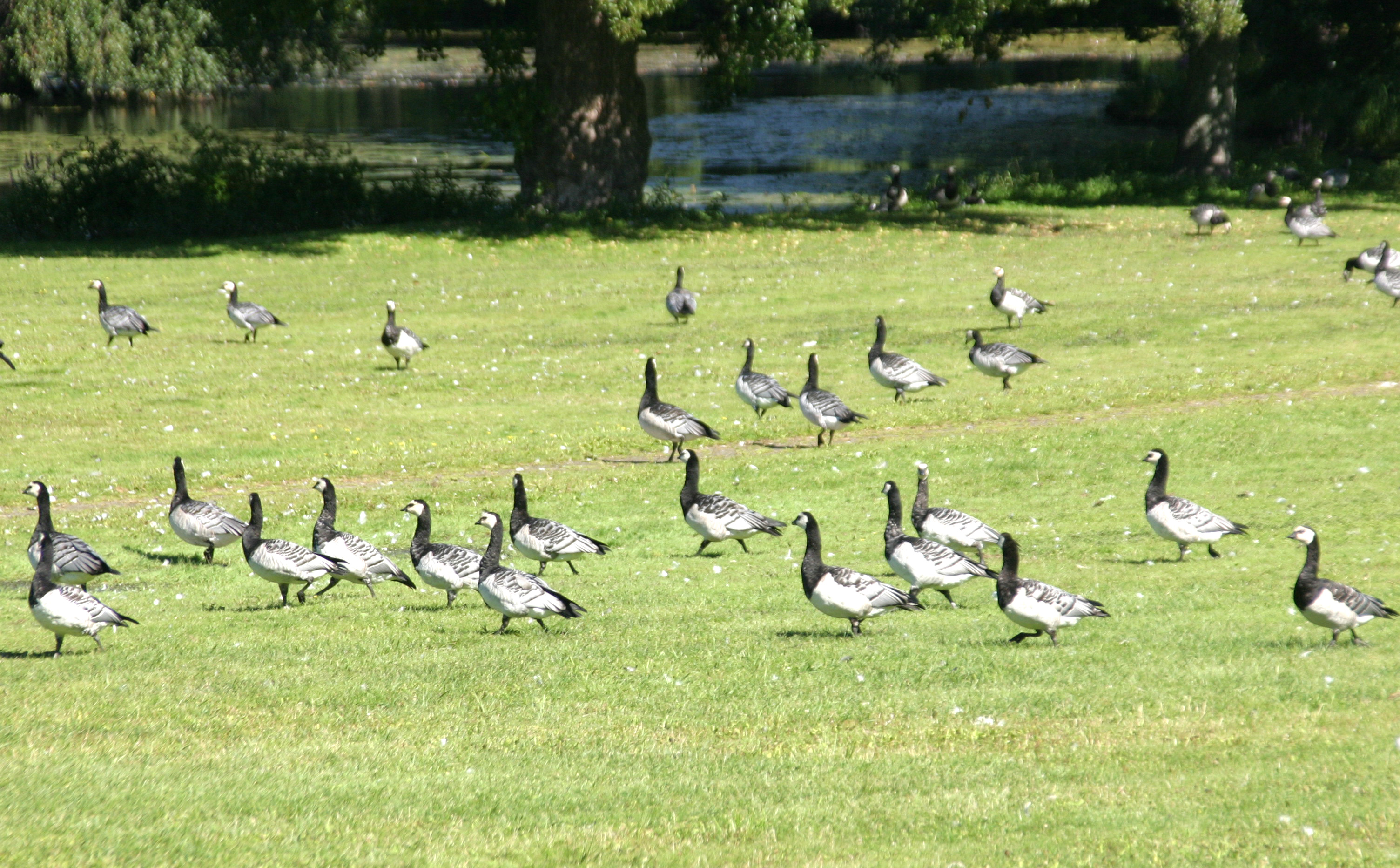